# Cañada de Calatrava
Cañada de Calatrava – gmina w Hiszpanii, w prowincji Ciudad Real, w Kastylii-La Mancha, o powierzchni 29,9 km². W 2011 roku gmina liczyła 118 mieszkańców.